# 桑迪胡克 (印地安納州)
桑迪胡克（英語：Sandy Hook）是位於美國印地安納州戴維斯縣的一個非建制地區。該地的面積和人口皆未知。

## 地理
桑迪胡克的座標為38°34′06″N 87°13′04″W / 38.56833°N 87.21778°W，而該地的平均海拔高度為144米（即472英尺）。